# Kalendarium historii Dependencji Rossa

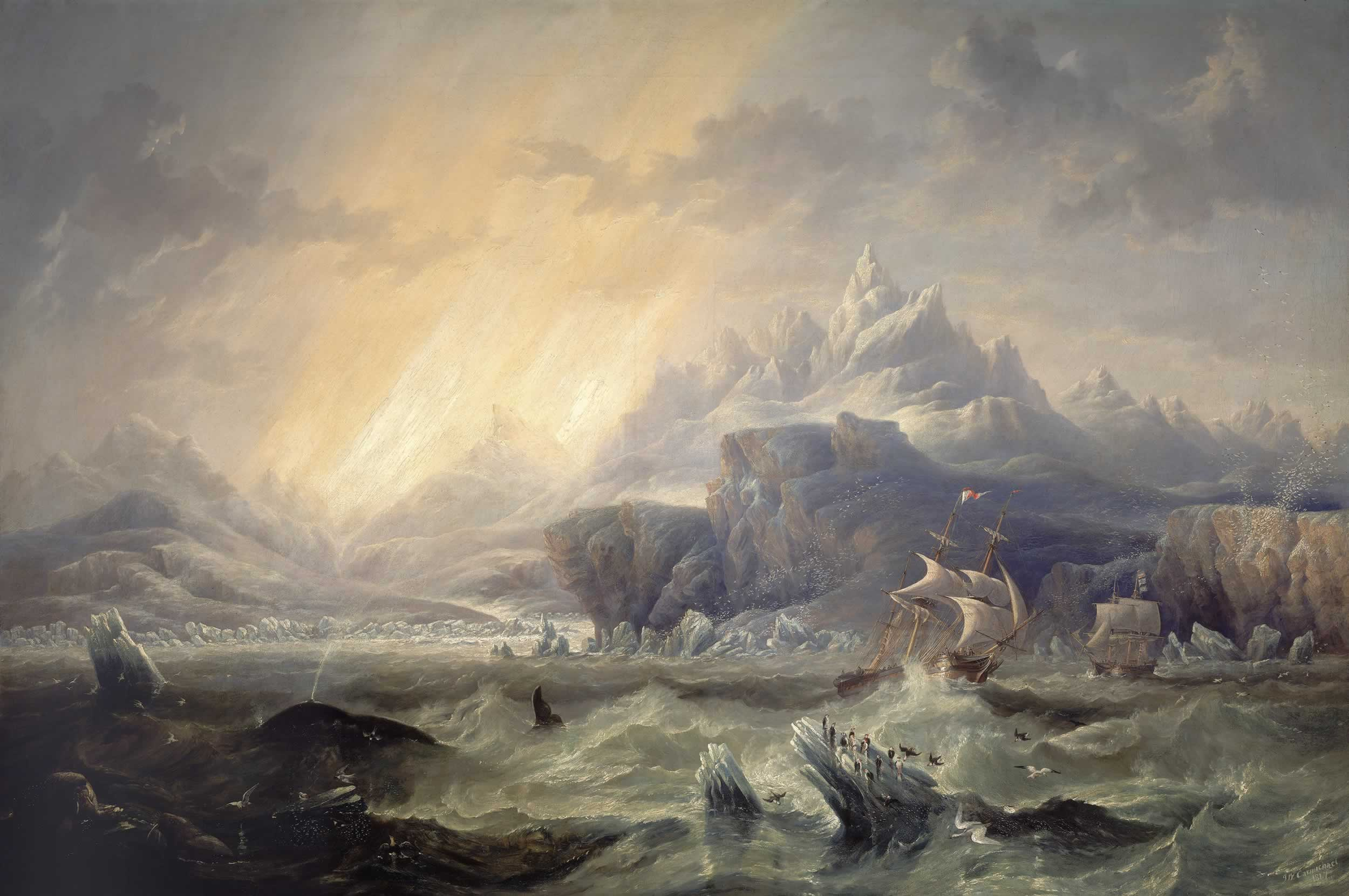
Wyprawa Rossa

Mapa wyprawy Rossa

Nieoficjalna flaga Dependencji Rossa

Kalendarium historii Dependencji Rossa – uporządkowany chronologicznie, począwszy od czasów najdawniejszych aż do współczesności, wykaz dat i wydarzeń z historii Dependencji Rossa, a także innych związków Nowej Zelandii z Antarktyką.

## Kalendarium
- 1839–1843 – ekspedycja antarktyczna Jamesa Clarka Rossa z ramienia Wielkiej Brytanii. Wyprawa odkrywa między innymi Morze Rossa i Lodowiec Szelfowy Rossa[1][2].
- 1840 – w wyprawie antarktycznej Charlesa Wilkesa bierze udział John Sac, Maorys. Staje się on pierwszym znanym mieszkańcem Nowej Zelandii na Antarktyce[3][4].
- 1895 – Alexander von Tunzelmann ląduje na przylądku Adare’a, zostając pierwszym znanym Nowozelandczykiem, który postawił stopę na Antarktydzie[5].
- 1899 – w ramach ekspedycji Carstena Borchgrevinka, kilku Nowozelandczyków spędza zimę na Antarktydzie[6].
- 1923 – zajęcie Dependencji Rossa przez Wielką Brytanię i przekazanie jej Nowej Zelandii[7].
- 1933 – założenie New Zealand Antarctic Society[8].
- 1946 – dołączenie Nowej Zelandii do Międzynarodowej Komisji Wielorybnictwa[9].
- 1955 – zbudowanie stacji McMurdo[10].
- 1956 – pierwsze wydanie Antarctic, czasopisma New Zealand Antarctic Society[8].
- 1957 – zbudowanie Scott Base[11].
- 1958 – wyprawa Edmunda Hillary'ego i wydanie pierwszych znaczków pocztowych z napisem Dependencja Rossa[12].
- 1961 – wejście w życie traktatu antarktycznego[7].
- 1968 – Marie Darby zostaje pierwszą Nowozelandką, która odwiedziła Antarktydę[13].
- 1979 – katastrofa lotu Air New Zealand 901[14].
- 1996 – utworzenie New Zealand Antarctic Institute[15].
- 2006 – utworzenie Medalu Nowozelandzkiego Antarktycznego[16].